# Équipe de Grande-Bretagne de rugby à sept
Cet article traite de l'équipe masculine. Pour l'équipe féminine, voir Équipe de Grande-Bretagne féminine de rugby à sept.
L'équipe de Grande-Bretagne de rugby à sept est l'équipe qui représente le Royaume-Uni.

## Histoire
L'équipe de Grande-Bretagne est créée à l'occasion de l'épreuve de rugby à sept des Jeux mondiaux de 2001. Pour les Jeux mondiaux de 2005, le groupe, alors composé de huit joueurs écossais, deux anglais et un gallois, joue le premier match de cette édition contre le pays hôte, l'Allemagne.
Alors que le rugby à sept devient un sport olympique après la décision du Comité international olympique en 2009, la méthode pour départager les équipes nationales d'Angleterre, d’Écosse et du pays de Galles reste confuse. Les trois fédérations s'entendent sur le fait que si au moins une des trois équipes britanniques se qualifiait pour les Jeux olympiques, l'équipe de Grande-Bretagne serait ainsi automatiquement représentée. Le CIO et l'International Rugby Board décident en 2014 que l'une des trois équipes nationales doit être désignée par la British Olympic Association et être alors la seule à avoir la possibilité de qualifier l'équipe britannique. Ainsi, à l'inverse du rugby à XV où il existe une équipe mixée, les Lions britanniques et irlandais, seule une fédération représentera la Grande-Bretagne aux Jeux olympiques d'été de 2016 ; la RFU est ainsi choisie. En se classant dans les quatre premières places à la clôture des Sevens World Series de la saison 2014-2015, les Anglais qualifient la Team GB pour les Jeux olympiques de 2016 de Rio de Janeiro.
À l'intersaison 2022, les Fédérations anglaise, écossaise et galloise décident conjointement d'aligner une équipe commune de Grande-Bretagne dès la saison 2022-2023 des séries mondiales, sur le principe des Jeux olympiques. Chacune des équipes nationales reste néanmoins indépendante dans le cadre de la Coupe du monde et des Jeux du Commonwealth.
L'équipe est finaliste des Jeux européens de 2023 qui se tiennent à Cracovie, ce qui lui permet de participer au tournoi de repêchage qualificatif pour les Jeux olympiques d'été de 2024.

## Éligibilité des joueurs
Malgré la décision du CIO et de l'IRB de limiter la représentation de l’équipe de Grande-Bretagne à une seule fédération, cette dernière est libre de sélectionner des joueurs de deux des trois autres nations britanniques dans l'effectif destiné à disputer les Jeux olympiques ; en l'occurrence la fédération anglaise est en droit de sélectionner en 2016 des joueurs écossais et gallois. Les joueurs nord-irlandais ne sont eux pas éligibles à représenter la sélection britannique, à la suite de la décision de l'IRFU, régissant le rugby à XV sur l'ensemble de l'Irlande en tant qu'île, sans distinction des frontières du Royaume-Uni.

## Personnalités

### Entraîneurs
L'Écossais Rob Moffat (en) est entraîneur de l'équipe de Grande-Bretagne à sept pour le 2e tournoi de la sélection, les Jeux mondiaux de 2005. L'anglais Simon Amor entraine la Grande-Bretagne pour les Jeux olympiques 2016.

### Joueurs
Équipe gagnant la médaille d'argent aux Jeux olympiques en 2016. Elle est composée d'une majorité d'anglais (huit) et d'un nombre égal d'écossais et de gallois (deux). Le sélectionneur est l'anglais Simon Amor.
1. Mark Robertson
2. Ruaridh McConnochie
3. Phil Burgess
4. Dan Norton
5. James Rodwell
6. Tom Mitchell
7. Dan Bibby
8. James Davies
9. Ollie Lindsay-Hague
10. Sam Cross
11. Marcus Watson
12. Mark Bennett